# Gaius Sulpicius Galba
Gaius Sulpicius Galba was de zoon van de literator Sulpicius Galba en de vader van de latere keizer Galba. Hij was samen met Decimus Haterius Agrippa consul in 22 n.Chr. Hij was gebocheld, en een redenaar met erg weinig overtuigingskracht. Hij was getrouwd met Mummia Achaica, een achterkleindochter van Lucius Mummius Achaicus, die Korinthe liet verwoesten. Na haar dood huwde hij Livia Ocellina, een rijke en knappe vrouw. Bij zijn eerste vrouw had hij twee zonen, Gaius en Servius. De eerste zou volgens Suetonius zelfmoord hebben gepleegd, omdat Tiberius hem niet zou hebben toegestaan proconsul te worden; maar daar men niet weet of hij wel ooit consul was, is het waarschijnlijker dat Suetonius zich vergist, en dat hij deze Gaius verwart met zijn vader (de consul van 22 n.Chr.), die, volgens Tacitus in 36 n.Chr. een einde aan zijn leven maakte.

## Referentie
- L. Schmitz, art. Galba, C. Sulpicius (12), in W. Smith (ed.), A dictionary of Greek and Roman biography and mythology, II, Boston, 1867, p. 206.